# Mycodiplosis fungicola
Mycodiplosis fungicola är en tvåvingeart som beskrevs av Ephraim Porter Felt 1911. Mycodiplosis fungicola ingår i släktet Mycodiplosis och familjen gallmyggor. Inga underarter finns listade i Catalogue of Life.